# Загальновійськовий захисний комплект

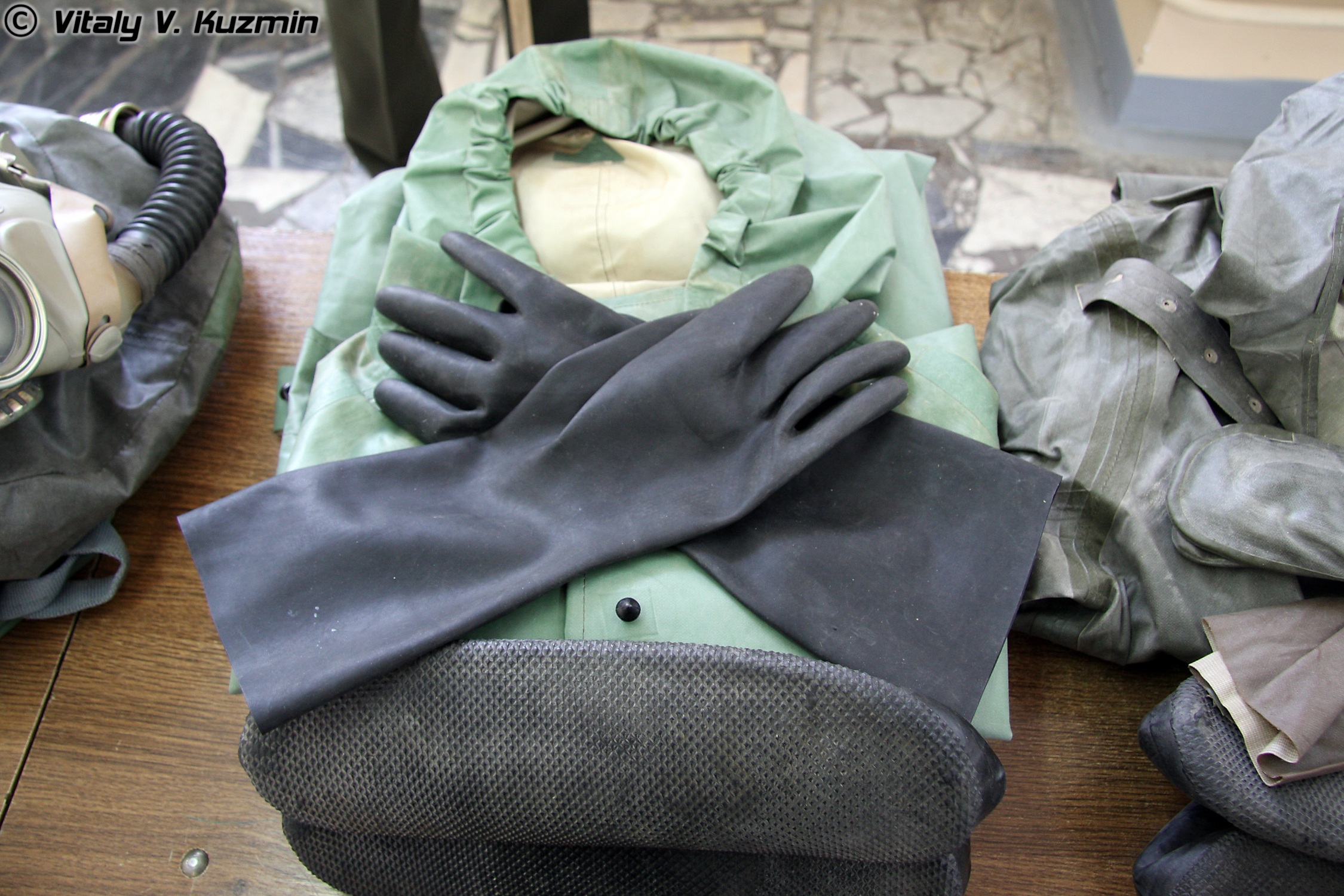
Зовнішній вигляд

Загальновійськовий захисний комплект (ЗЗК) — рос. общевойсковой защитный комплект (ОЗК) — найрозповсюдженіший у збройних силах України комплект для особистого захисту шкіри тіла людини від бойових отруйних речовин та радіоактивного пилу.
Застосовується від 1960-х років і до сьогодні.

## Склад
Комплект складається із захисного плаща, захисних панчіх, захисних рукавиць (п'яти-пальцевих літніх чи три-пальцевих зимових; можуть бути із зимовими вкладками), чохла для перенесення і зберігання (може бути окремий чохол для панчіх і рукавиць).
Захисний плащ із прогумованої тканини випускали п'яти розмірів залежно від зросту людини
- 1 — до 165 см;
- 2 —від 166 до 170 см;
- 3 — від 171 до 175 см;
- 4 —від 176 до 180 см;
- 5 — від 181 см і більше[2].

Панчохи виготовлялися трьох розмірів
- 1 — для розміру взуття до 40;
- 2 — на 41 — 42 розмір взуття;
- 3 — більш як 43 розмір взуття.

## Застосування

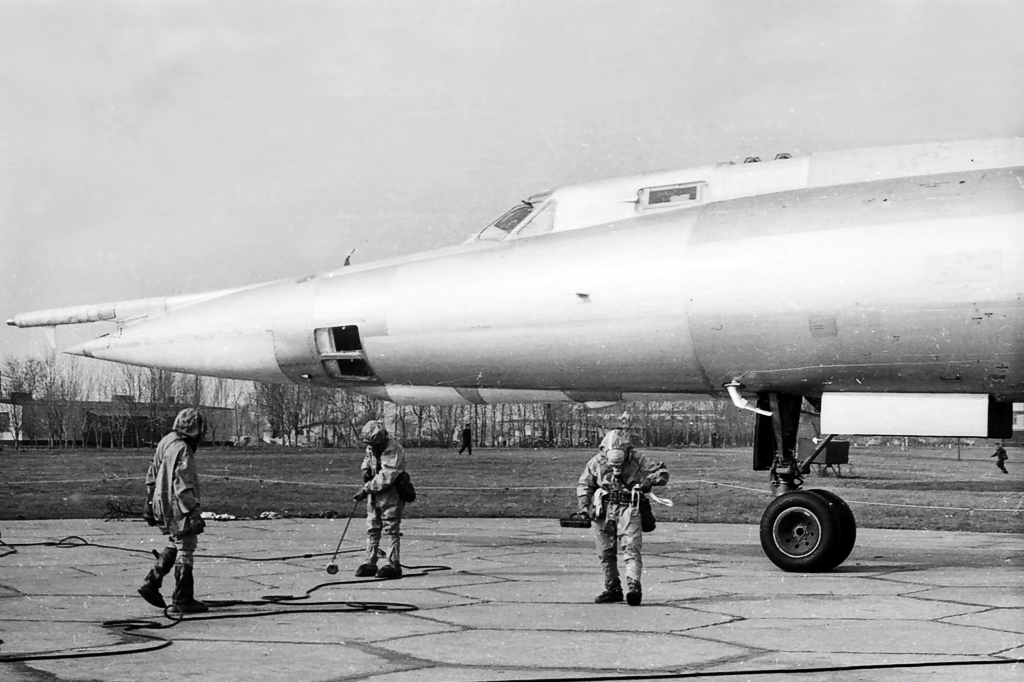
Тренування в дегазації авіаційної техніки. Ту-22 обслуговують у ЗЗК у вигляді комбінезона.

Загальновійськовий захисний комплект може використовуватись у вигляді накидки, плаща-в-рукави, комбінезона.

### ЗЗК у вигляді накидки
У вигляді накидки ЗЗК надягається самостійно без команди: при раптовому виникненні надзвичайної ситуації, пов'язаної із викидом в атмосферу СДОР , зараженні місцевості радіоактивними чи хімічними речовинами 
або за командою «Хімічна тривога».
В будь-якому випадку, треба:
- заплющити очі й затримати дихання;
- якнайшвидше надягнути протигаз, зробити різкий видих у протигазі, розплющити очі й відновити дихання;
- висмикнути мотузку чохла, не знімаючи, накинути плащ на плечі, надіти на голову каптур; присісти або лягти, підвернувши поли плаща так, щоби з-під нього не було жодних відкритих ділянок одягу, взуття чи тіла, і не піддувало заражене повітря
- через скельця протигаза спостерігати за полем бою, чекаючи команди «Відбій» чи наступних дій з переведення засобів захисту в інше положення.

### У вигляді плащ-в-рукави
У вигляді плащ-в-рукави ЗЗК надягають на незараженій місцевості після команди «Плащ-в-рукави, панчохи, рукавиці надіти. ГАЗИ!» або після дій по сигналу Хімічна тривога на зараженій місцевості, коли потрібно вийти із району забруднення, уникнувши зараження ОР.
На незараженій місцевості
- надіти панчохи, застебнути хлястики й обидві шворки[уточнити термін] на поясному ремені (зав'язавши обидві між собою, закинути їх на плечі[5]);
- надягнути плащ-в-рукави;
- защіпнути шпеньки,
- надягнути протигаз; одягнути на голову каптур[6],
- надягнути рукавиці, одягнути петлі рукавів плаща на великі пальці.

На зараженій місцевості
Плащ «в-рукави» переводять для подальших дій на зараженій місцевості самостійно чи за командою «Плащ в рукави, панчохи, рукавиці — НАДІТИ (без „Гази“)»
У цьому разі слід пам'ятати, що протигаз у жодному разі скидати не можна, а ділянка незабрудненої землі лишилася лише там, де була накрита плащем. Зовнішня поверхня плаща також вважається забрудненою.
- Якщо є можливість визначити напрямок вітру — повернутися до вітру спиною. Всі дії виконувати у напівприсядку, щоб якнайбільше обмежити вплив отруйних речовин на відкриті ділянки.
- Не знімаючи протигаза, надягти панчохи, стежачи, щоби ні самі панчохи, ні їх мотузки не випали за межі чистої зони; мотузки кріпити за ремінь чи лямки на штанах.
- Виймаючи руки з рукавів, ми потрапляємо в отруєну зону; отже спочатку під плащем слід охайно надіти рукавиці і крізь рукави просовувати руки уже в рукавицях.
- Застібаючись, робити це вкрай обережно, щоби не торкнутися відкритих ділянок шиї [7].

### У вигляді комбінезона
Застосовується на заняттях, при проведенні дегазації, деактивації техніки, тривалих роботах на забрудненій місцевості, в паливних резервуарах, тощо.
У вигляді комбінезона ЗЗК надягають ЛИШЕ на незараженій місцевості по команді «Захисний комплект надіти. Гази».
Для цього необхідно
- зняти все з себе: зброю, сумку із протигазом, поясний ремінь з екіпіровкою на ньому;
- заправити поли куртки в штани (якщо були не заправлені);
- надягнути панчохи і закріпити їх;
- розпустити повністю мотузки-тримачі плаща (вони нам знадобляться для закріплення нижньої середньої частини плаща);
- одягнути плащ-в-рукави; просунути кінці тримачів у антабки внизу плаща і закріпити їх тримачами-«крокодилами»[8];
- після використання усіх застібок на плащі — надіти рукавиці, петлі рукавів на великі пальці;
- на себе ремінь, протигазну сумку, зброю.

## В побуті
Елементи ЗЗК часто застосовуються нашими співгромадянами у повсякденному житті не за призначенням, а для всіляких господарських потреб
Плащ ОП-1
- використовують як захист від опадів рибалки, пастухи худоби, лісники;
- під час роботи у дуже забрудненому середовищі використовується як комбінезон (чищення паливних резервуарів — треба використовувати лише разом з ізолювальним протигазом, інакше не уникнути отруєння; каналізаційних септиків; робота у кабельних колодязях, тощо);

Панчохи[джерело?]
- рибалки вудять рибу на мілководді;
- за низької води можна переходити водойми бродом;
- за потреби виконання ґрунтових робіт, коли пройшли дощі чи високо підходять підґрунтові води;

Рукавиці
- Як діелектричний засіб при роботі з напругою 220 В;
- Для видалення городніх бур'янів з колючками (як осот);
- Під час аварійних робіт, коли, скажімо, руками потрібно прочищати сантехнічні комунікації чи проводити в них певні роботи.